# 張桐 (隆慶進士)
張桐（1534年—1610年），字美夫，號鳳樓，直隸揚州府泰州人，民籍，明朝政治人物。

## 生平
嘉靖四十年（1561年）辛酉科應天府鄉試第四十一名舉人。隆慶二年（1568年）中式戊辰科三甲第八十名進士。授浙江山陰縣知縣，四年（1570年）本省同考，入計調選，擢南京戶部主事，以母喪歸，踰月父親復去世。服除，很久才入京謁選，復除南京兵部职方司主事，以监督修缮太极殿，被赏赐金钱。升车驾司员外郎，晋职方司郎中。捕杀巨盗冷忠等人，後因考察去官。後任武定州知州，与上官不和，谢病归。家居三十年，将卧室起名为“棲倦一枝”，挂《陶彭澤歸去圖》于牆壁。

## 家族
曾祖張霆；祖父張瑋；父張鈞，號雙谿，母阮氏。